# Nederland op het Junior Eurovisiesongfestival 2015
Nederland nam deel aan het Junior Eurovisiesongfestival 2015, dat in de Bulgaarse hoofdstad Sofia gehouden werd. Dit was de 13de keer dat het land op het Junior Eurovisiesongfestival vertegenwoordigd werd. De selectie verliep via het jaarlijkse Junior Songfestival. De AVROTROS was verantwoordelijk voor de Nederlandse bijdrage.

## Selectieproces
Er waren acht finalisten, verdeeld over twee halve finales. Uit elke halve finale mochten de beste twee deelnemers rechtstreeks door naar de finale. Na afloop van de halve finales werd er via een stemming op het internet nog een wildcard uitgedeeld aan een van de vier afvallers.
In elke uitzending waren er drie jury's die punten geven: de kinderjury, de vakjury (bestaande uit Gerard Joling, Leona Philippo en Yes-R) en het publiek (middels televoting). In de halve finales verdeelden zij 8, 9, 10 en 12 punten onder de deelnemers. In de finale waren dat 7, 8, 9, 10 en 12 punten. De finale werd gewonnen door Shalisa, die met haar nummer "Million lights" van elke jury de maximale score kreeg. De presentatie van het Junior Songfestival was voor de tweede maal op rij in handen van Jan Smit.

### Eerste halve finale
19 september 2015
| Volgorde | Plaats | Artiest | Lied                 | Kinderjury | Vakjury | Publiek | Totaal |
| -------- | ------ | ------- | -------------------- | ---------- | ------- | ------- | ------ |
| 04       | 1      | Shalisa | Million lights       | 10         | 12      | 12      | 34     |
| 03       | 2      | Guusje  | Talk about love      | 12         | 10      | 10      | 32     |
| 01       | 3      | Katrina | Dit is pas het begin | 9          | 9       | 9       | 27     |
| 02       | 4      | Daniël  | Special              | 8          | 8       | 8       | 24     |

### Tweede halve finale
26 september 2015
| Volgorde | Plaats | Artiest | Lied                  | Kinderjury | Vakjury | Publiek | Totaal |
| -------- | ------ | ------- | --------------------- | ---------- | ------- | ------- | ------ |
| 01       | 1      | 4LIFE   | You will know my name | 12         | 10      | 12      | 34     |
| 04       | 2      | Nohr    | Ik ben mezelf         | 10         | 12      | 10      | 32     |
| 03       | 3      | Myrthe  | Kinderen van de zon   | 8          | 9       | 9       | 26     |
| 02       | 4      | Eliyha  | Like everyone else    | 9          | 8       | 8       | 25     |

### Finale
3 oktober 2015
| Volgorde | Plaats | Artiest | Lied                  | Kinderjury | Vakjury | Publiek | Totaal |
| -------- | ------ | ------- | --------------------- | ---------- | ------- | ------- | ------ |
| 04       | 1      | Shalisa | Million lights        | 12         | 12      | 12      | 36     |
| 05       | 2      | 4LIFE   | You will know my name | 10         | 8       | 10      | 28     |
| 01       | 3      | Nohr    | Ik ben mezelf         | 9          | 10      | 8       | 27     |
| 03       | 4      | Guusje  | Talk about love       | 8          | 7       | 9       | 24     |
| 02       | 5      | Myrthe  | Kinderen van de zon   | 7          | 9       | 7       | 23     |

## In Sofia

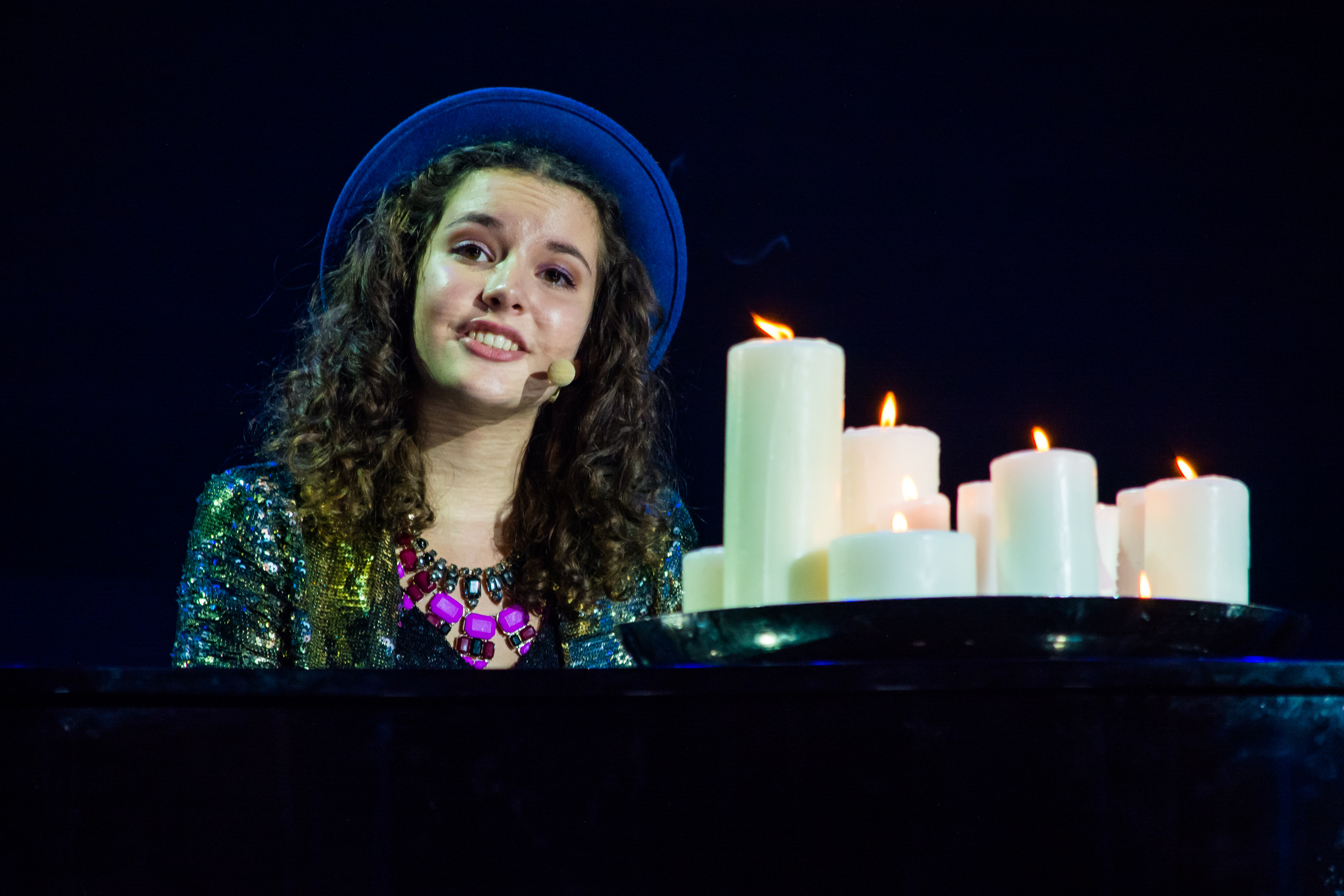
Shalisa treedt op in Sofia

Tijdens de internationale finale moest Shalisa als vijfde aantreden, na Chiara & Martina Scarpari (Italië) en voor Bella Paige (Australië). Ze eindigde uiteindelijk op een vijftiende plek, met 35 punten.

### Punten voor Nederland
| Punten gegeven aan Nederland | Punten gegeven aan Nederland | Punten gegeven aan Nederland | Punten gegeven aan Nederland | Punten gegeven aan Nederland |
| 12 punten                    | 10 punten                    | 8 punten                     | 7 punten                     | 6 punten                     |
| ---------------------------- | ---------------------------- | ---------------------------- | ---------------------------- | ---------------------------- |
| - Basisscore                 |                              |                              |                              | - Georgië                    |
| 5 punten                     | 4 punten                     | 3 punten                     | 2 punten                     | 1 punt                       |
| - Slovenië                   | - Australië - Bulgarije      |                              | - San Marino                 | - Italië - Kinderjury        |

### Punten van Nederland
De punten van Nederland werden voor de helft bepaald door televoting en voor de andere helft door een vakjury. Deze jury bestond uit de volgende vijf leden:
- Tjeerd van Zanen (componist; schreef mee aan de Nederlandse inzendingen op het Eurovisiesongfestival in 1999, 2003 en 2008)
- Kirsten Schneider
- Rachel Traets (zangeres; vertegenwoordigde Nederland in 2011 op het Junior Eurovisiesongfestival)
- Marlou Wens
- Samantha Traets

Elk jurylid mocht 12, 10 en 8 tot en met 1 punt geven aan zijn of haar tien favoriete deelnemers. De som van deze punten werd omgezet in een algemene top-tien van de jury. Samen met de top-tien van het publiek (middels televoting) werden zo de punten namens Nederland bepaald. In het geval van een gelijke stand gaf de score van de televoting de doorslag.
| Volgorde | Land            | Vakjury | Televote | Totaal | Punten |
| -------- | --------------- | ------- | -------- | ------ | ------ |
| 11       | Armenië         | 10      | 12       | 22     | 12     |
| 15       | Malta           | 8       | 10       | 18     | 10     |
| 03       | Slovenië        | 6       | 7        | 13     | 8      |
| 10       | Wit-Rusland     | 12      |          | 12     | 7      |
| 08       | Rusland         | 7       | 3        | 10     | 6      |
| 13       | Bulgarije       |         | 8        | 8      | 5      |
| 01       | Servië          | 4       | 4        | 8      | 4      |
| 06       | Australië       | 5       | 2        | 7      | 3      |
| 07       | Ierland         |         | 6        | 6      | 2      |
| 16       | Albanië         |         | 5        | 5      | 1      |
| 12       | Oekraïne        | 3       |          | 3      |        |
| 04       | Italië          | 2       |          | 2      |        |
| 14       | San Marino      |         | 1        | 1      |        |
| 17       | Montenegro      | 1       |          | 1      |        |
| 02       | Georgië         |         |          | 0      |        |
| 09       | Noord-Macedonië |         |          | 0      |        |

#### Punten vakjury
| Volgorde | Land            | Tjeerd | Kirsten | Rachel | Marlou | Samantha | Totaal | Punten |
| -------- | --------------- | ------ | ------- | ------ | ------ | -------- | ------ | ------ |
| 10       | Wit-Rusland     | 8      | 12      | 12     | 7      | 12       | 51     | 12     |
| 11       | Armenië         | 10     | 10      | 10     | 8      | 10       | 48     | 10     |
| 15       | Malta           | 12     | 7       | 7      | 12     | 8        | 46     | 8      |
| 08       | Rusland         | 7      | 8       | 8      | 6      | 7        | 36     | 7      |
| 03       | Slovenië        | 3      | 5       | 5      | 10     | 5        | 28     | 6      |
| 06       | Australië       | 6      | 6       | 6      | 3      | 4        | 25     | 5      |
| 01       | Servië          | 2      | 4       | 4      | 5      | 6        | 21     | 4      |
| 12       | Oekraïne        | 5      |         | 2      | 2      | 3        | 12     | 3      |
| 04       | Italië          | 4      | 3       |        | 1      |          | 8      | 2      |
| 17       | Montenegro      |        | 2       | 3      |        | 2        | 7      | 1      |
| 16       | Albanië         | 1      | 1       | 1      |        | 1        | 4      |        |
| 07       | Ierland         |        |         |        | 4      |          | 4      |        |
| 02       | Georgië         |        |         |        |        |          | 0      |        |
| 09       | Noord-Macedonië |        |         |        |        |          | 0      |        |
| 13       | Bulgarije       |        |         |        |        |          | 0      |        |
| 14       | San Marino      |        |         |        |        |          | 0      |        |

## Trivia
- Thuis konden de mensen via het tweede scherm op internet de finalisten beoordelen. Tijdens het optreden kon een rapportcijfer gegeven worden voor het liedje, de zang en de performance. In beide halve finales werden de gemiddelde cijfers direct na het optreden bekendgemaakt in de uitzending. In de finale gebeurde dit niet.